# Calixte Payot
Calixte "Charles" Payot (1901 – ?) byl francouzský reprezentační hokejový útočník.
V roce 1924 a 1928 byl členem Francouzského hokejové týmu, který skončil 2x šestý na zimních olympijských hrách.